# Attack (canción de 30 Seconds to Mars)
«Attack» es el primer sencillo del álbum A Beautiful Lie de la banda estadounidense 30 Seconds to Mars. La canción fue un éxito mediano y el álbum experimentó ventas menores. Fue hasta que lanzaron The Kill que lograron alzar sus ventas; aunque con Attack lograron darse a conocer y consiguieron más fama que con su primer álbum.
El video para la canción fue filmado en un hotel abandonado en Hollywood donde el grupo se encuentra con prostitutas y drogadictos, al final del video se ve en un televisor una parte del video Hurt de Nine Inch Nails. 
El video es el primero que tiene una persona bajo cirugía en vivo. Se suponía que no sería el primer sencillo del álbum A Beautiful Lie, pero luego de que Jared Leto lo tocara en acústico, el productor dijo que debía ser el primer sencillo por lo "fuerte" de la canción.
La canción fue usada como soundtrack en el juego ATV Offroad Fury 4.

## Listado de canciones
1. «Attack» - 3:08